# Eucrosia bicolor
Eucrosia bicolor är en amaryllisväxtart som beskrevs av Ker Gawl. Eucrosia bicolor ingår i släktet Eucrosia och familjen amaryllisväxter.

## Underarter
Arten delas in i följande underarter:
- E. b. bicolor
- E. b. plowmanii

## Bildgalleri

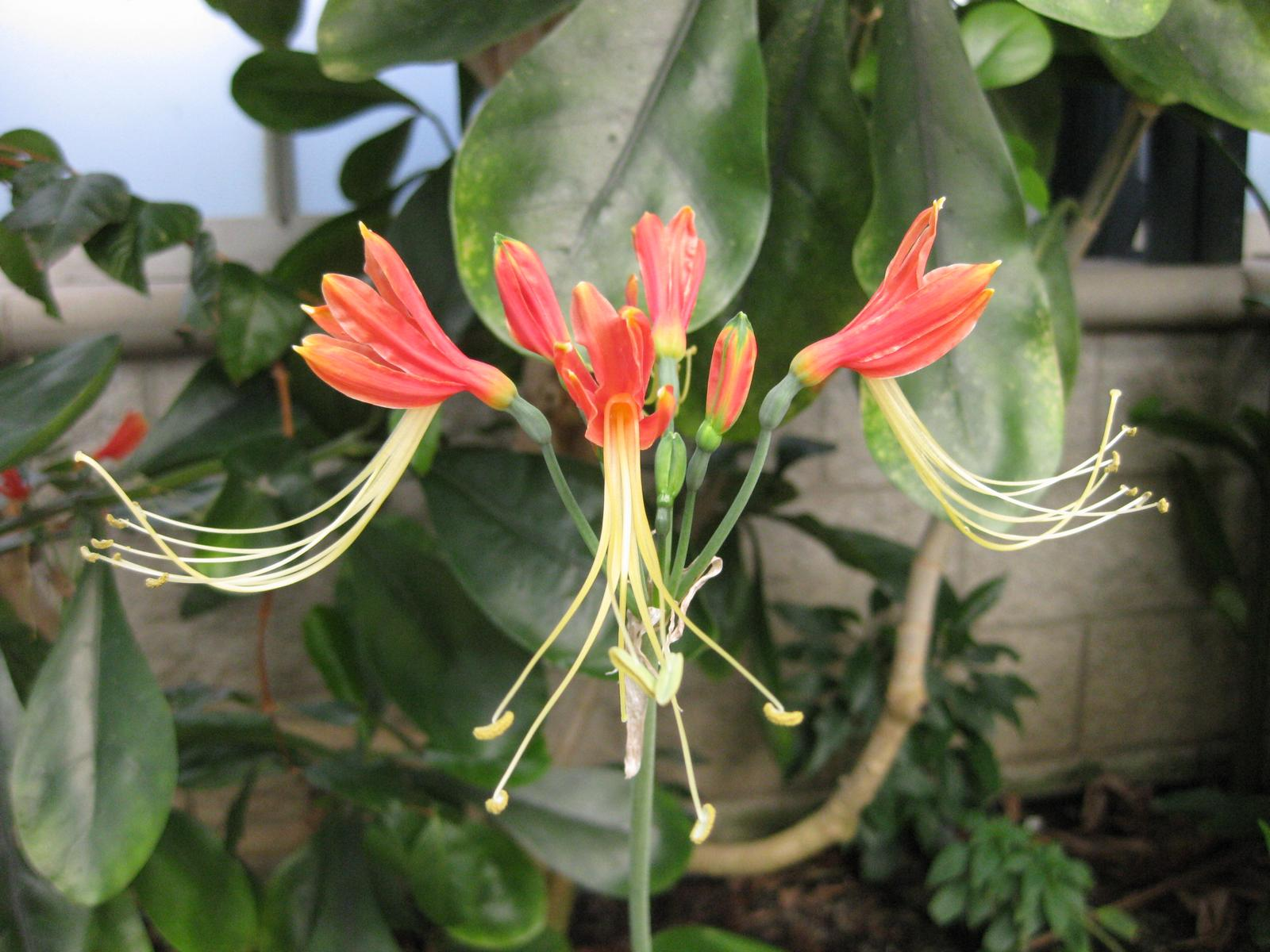
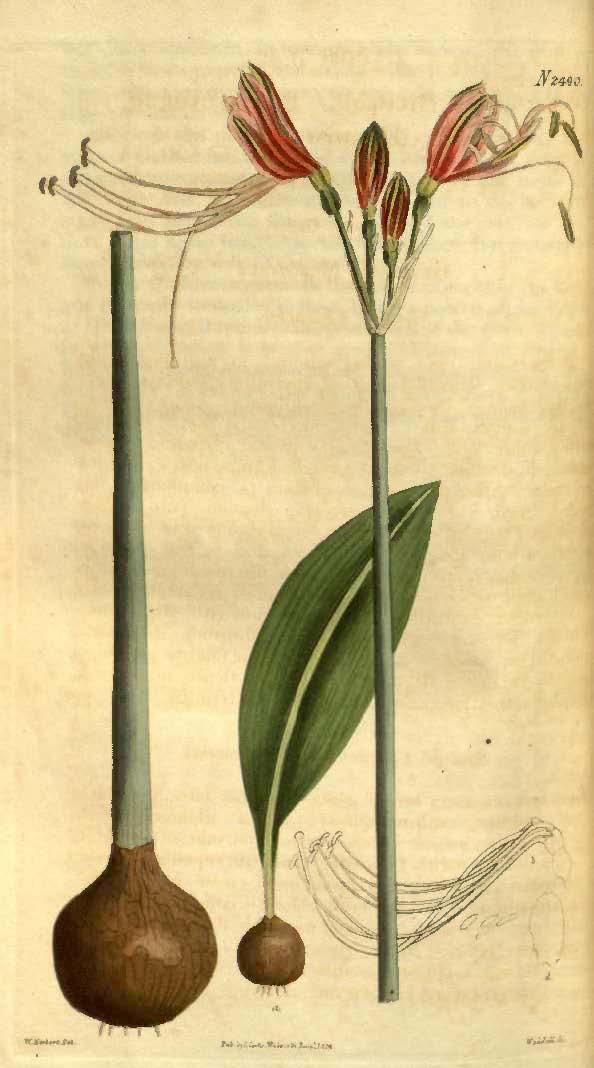
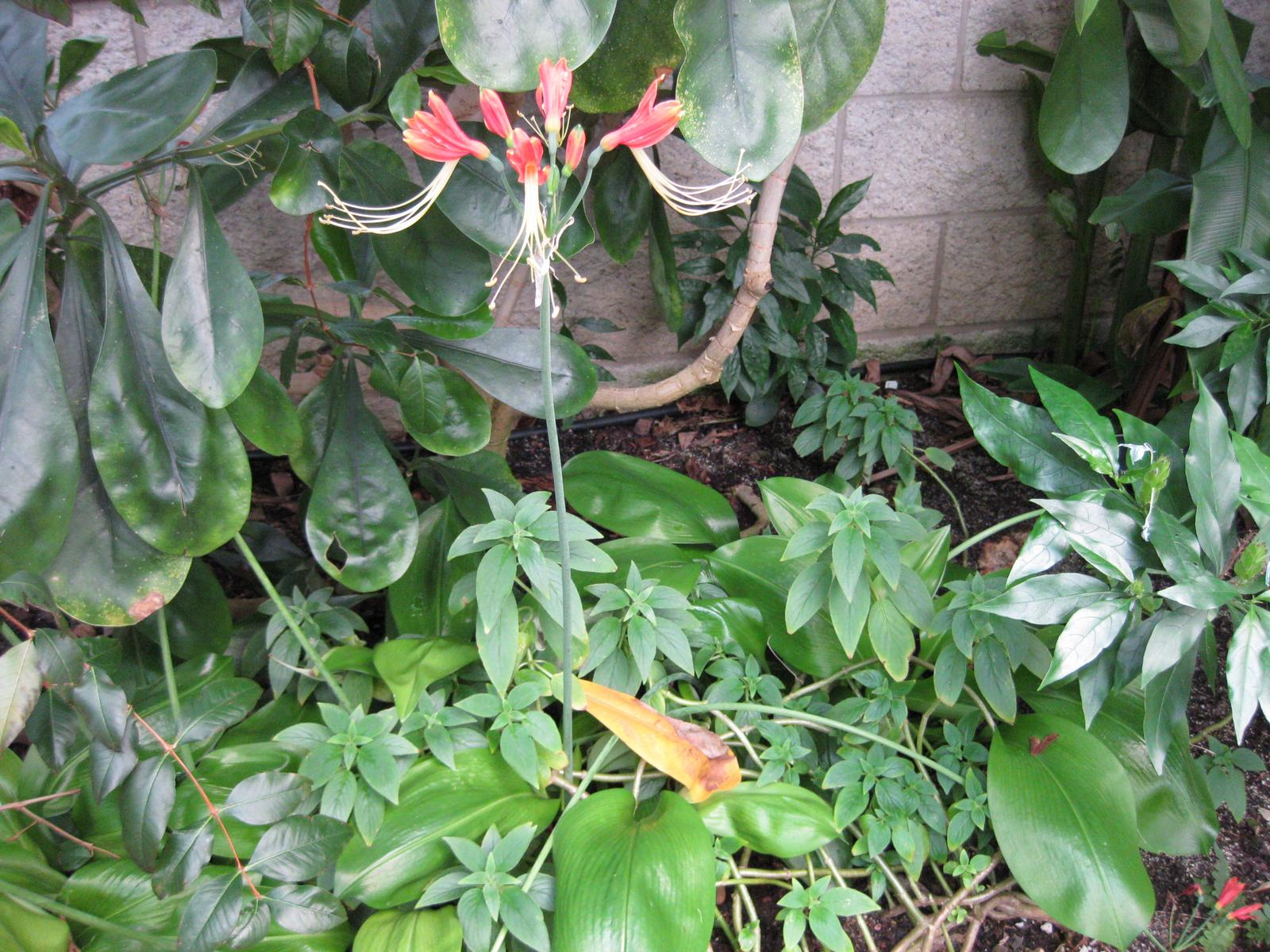
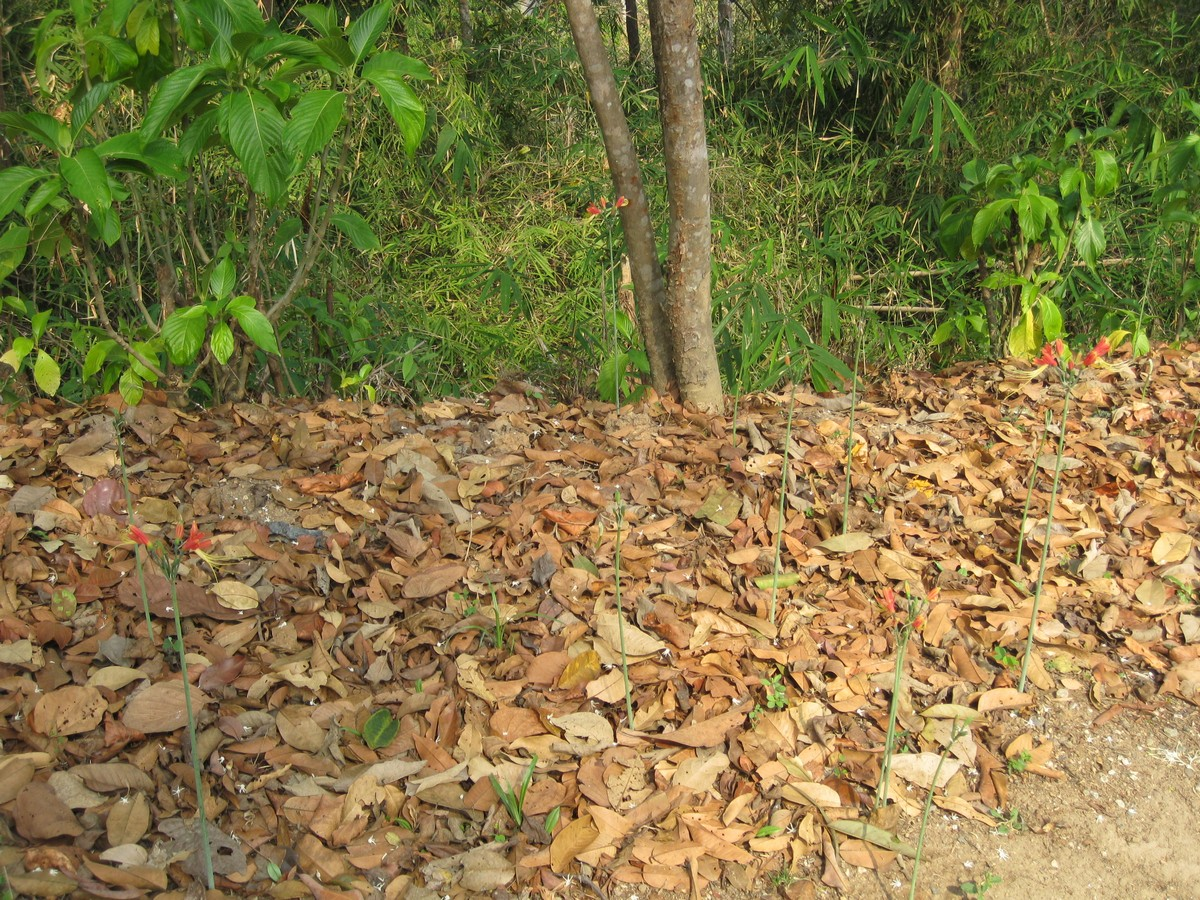